# Spathius aphareus
Spathius aphareus är en stekelart som beskrevs av Nixon 1943. Spathius aphareus ingår i släktet Spathius och familjen bracksteklar. Inga underarter finns listade i Catalogue of Life.